# 1998 KY26
1998 KY26 är en jordnära asteroid i huvudbältet som upptäcktes den 28 maj 1998 av Spacewatch vid Kitt Peak-observatoriet.
Asteroiden har den diameter på ungefär 30 meter och den tillhör asteroidgruppen Apollo.